# 黄一平
黄一平（1903年10月—1980年12月），原名黄启滔，男，广西贺县人，中国人民解放军将领、中国人民解放军开国少将。

## 生平
黄一平曾任中国人民解放军广州军区公安军兼广东省军区政委。1955年，授予中国人民解放军少将。